# Jacek Bętkowski (1904–1980)
Jacek Bętkowski, ps. „Topór 2”, „Żbik 2", vel Józef Grabowski (ur. 18 czerwca 1904 w Wadowicach, zm. 17 kwietnia 1980 w Londynie) – podpułkownik piechoty Polskich Sił Zbrojnych, uczestnik walk o niepodległość Polski, uczestnik powstania warszawskiego, więzień niemieckich obozów jenieckich, więzień sowieckich łagrów, cichociemny. Zwykły Znak Spadochronowy nr 4425.

## Życiorys
Urodził się 18 czerwca 1904 w Wadowicach, w rodzinie rzemieślnika Stanisława. Do 7 roku życia mieszkał w Jordanowie. Uczył się w szkole ludowej oraz Państwowym Gimnazjum im. Marcina Wadowity w Wadowicach, tam w 1924 zdał egzamin dojrzałości. W latach 1917 – 1922 działał w Związku Harcerstwa Polskiego. Serdeczny kolega dr Edmunda Wojtyły (1906-1932) starszego brata Karola Wojtyły, późniejszego papieża Jana Pawła II.
Jako szesnastolatek ochotniczo wstąpił do Wojska Polskiego i walczył w wojnie polsko-bolszewickiej 1920, m.in. w 201 Pułku Piechoty Dywizji Ochotniczej, dowodzonej przez płk. Adama Koca. Od 30 sierpnia 1924 do 30 czerwca 1925 w Szkole Podchorążych Piechoty w Warszawie, praktyka w 56 Pułku Piechoty oraz Oficerskiej Szkole Piechoty. Podczas przewrotu majowego 1926 w ochronie prezydenta Stanisława Wojciechowskiego, był świadkiem historycznej rozmowy z Józefem Piłsudskim, 12 maja ok. godz. 17 na moście Poniatowskiego w Warszawie. Jako oficer 11 pułku piechoty, awansowany na stopień podporucznika ze starszeństwem od 15 sierpnia 1927. 
Od 26 września 1927 oficer młodszy 1 kompanii 1 batalionu 11 Pułku Piechoty w Tarnowskich Górach, od 27 listopada 1928 pełnił obowiązki dowódcy 7 kompanii strzeleckiej. Od 4 lutego 1929 w 2 batalionie 11 Pułku Piechoty w Szczakowej, m.in. jako dowódca plutonu w 5 kompanii strzeleckiej. Awansowany na stopień porucznika ze starszeństwem od 15 sierpnia 1929 W październiku 1931 ukończył kurs oficerów łączności w Zegrzu. Od 19 marca 1932 dowódca plutonu łączności 11 Pułku Piechoty, od marca 1934 adiutant w 5 Pułku Strzelców Podhalańskich. Awansowany na stopień kapitana ze starszeństwem od 19 marca 1936. W 1938 odznaczony Srebrnym Krzyżem Zasługi, od 30 sierpnia 1939 dowódca 1 kompanii 1 batalionu 5 Pułku Strzelców Podhalańskich 22 Dywizji Piechoty Górskiej..
W kampanii wrześniowej dowódca 1 kompanii w batalionie 5 pułku strzelców podhalańskich. 5 października 1939 aresztowany przez milicję sowiecką w Jaremczu. Więziony w Nadwórnej, Stanisławowie, Brygidkach, Przemyślu. Zesłany do gułagu, 16 października 1940 osadzony w łagrze w Starobielsku, od 16 czerwca 1941 w obozach pracy na Kołymie, m.in. w obozie „na 47 km”. Po układzie Sikorski-Majski zwolniony 8 września 1941, następnie 13 września jako komendant jednej z kompanii transportowych statkiem „Dżurma” wypłynął z portu w Magadanie do Władywostoku w transporcie ok. 250 więźniów. Stamtąd pociągiem dotarł do Omska, następnie 9 października do Buzułuku, gdzie wstąpił do Armii Polskiej w ZSRR.  Przydzielony jako adiutant oraz dowódca 3 batalionu 16 Pułku Piechoty 6 Lwowskiej Dywizji Piechoty, od grudnia 1941 jako dowódca 3 batalionu 14 Pułku Piechoty 5 Wileńskiej Dywizji Piechoty. Awansowany na stopień majora 1 grudnia 1941. Od 6 maja 1942 dowódca 14 Wileńskiego Batalionu Strzelców w Iraku. Od 14 października do 30 listopada 1942 uczestnik kursu taktycznego dowódców oddziałów w brytyjskim ośrodku szkoleniowym (Palestyna). Od października 1943 kierownik w Szkole Podchorążych Piechoty.  
Zgłosił się do służby w kraju. Od 28 października 1943 wyruszył z Bliskiego Wschodu, przez Algier do Włoch. Przeszkolony ze specjalnością w dywersji na kursach specjalnych dla kandydatów na cichociemnych, m.in. na kursie spadochronowym oraz odprawowym w ośrodku wyszkolenia w Ostuni. Zaprzysiężony na rotę ZWZ/AK 14 lutego 1944, przerzucony na stację wyczekiwania Głównej Bazy Przerzutowej w Latiano nieopodal Brindisi. Awansowany na stopień podpułkownika 31 lipca 1944. 
Skoczył ze spadochronem do okupowanej Polski w nocy 30/31 lipca 1944 w sezonie operacyjnym „Riposta”, w operacji lotniczej „Jacek 1”, na placówkę odbiorczą „Solnica” 110 (kryptonim polski, brytyjskie oznaczenie numerowe pinpoints), w okolicach miejscowości Osowiec, 7 km od Grodziska Mazowieckiego. Razem z nim skoczyli: kpt. Franciszek Malik ps. Piorun 2, por. Stanisław Ossowski ps. Jastrzębiec 2, por. Julian Piotrowski ps. Rewera 2, kpt. Zbigniew Specylak ps. Tur 2, ppor. Władysław Śmietanko ps. Cypr.
Do Warszawy dotarł 1 sierpnia ok. 14.00. W Powstaniu Warszawskim, początkowo jako inspektor wyszkolenia Rejonu 3 Obwodu Śródmieście AK, następnie komendant Wojskowej Służby Ochrony Powstania 2 i 3 Rejonu. Od 28 sierpnia był dowódcą odcinka „Topór” w Podobwodzie Śródmieście Południowe, obejmującym teren działania batalionów: „Golski” i „Zaremba”-„Piorun”. Od 2 października dowódca 72 pułku piechoty AK. Odznaczony 26 września osobiście przez p.o. Szefa Sztabu KG AK gen. Leopolda Okulickiego „Kobra”, w czasie inspekcji Krzyżem Srebrnym Orderu Virtuti Militari, co zostało potwierdzone rozkazem nr 470 z 29 września 1944 z uzasadnieniem: „za wyjątkową odwagę i poświęcenie podczas walk o Warszawę”.
Po upadku Powstania w niewoli niemieckiej, w obozach jenieckich: Ożarów, Kostrzyn, Stalag X-B Sandbostel, Oflag VII-A Murnau. 29 kwietnia 1945 uwolniony przez żołnierzy amerykańskich, 25 czerwca 1945 przerzucony do Wielkiej Brytanii, ponownie wstąpił do Polskich Sił Zbrojnych. Od 10 sierpnia w Centrum Wyszkolenia Piechoty w Szkocji, od 28 października w II Korpusie Polskim we Włoszech. Od grudnia 1945 ponownie dowódca 14 Wileńskiego Batalionu Strzelców we Włoszech. Od 6 maja 1947 dowódca 514 jednostki w obozie Nettlebed (hrabstwo Oxfordshire), 16 marca 1948 zrezygnował, ponownie w obozie Oak Lodge. Od 1 marca 1946 do 28 lutego 1949 w Polskim Korpusie Przysposobienia i Rozmieszczenia. Po demobilizacji pozostał na emigracji, pracował m.in. jako robotnik w stalowni „Gardner” oraz w drukarni. Działał w środowisku polonijnym, został wybrany prezesem Koła Cichociemnych w Londynie.
Zmarł 17 kwietnia 1980 roku w Londynie. Pochowany na cmentarzu rzymskokatolickim Parafii Świętego Wacława w Radomiu (kwatera 12a/9/1, grób 13412).

## Ordery i odznaczenia
- Krzyż Srebrny Orderu Virtuti Militari nr 11490 (26 września 1944)
- Krzyż Kawalerski Orderu Odrodzenia Polski (pośmiertnie, 29 kwietnia 1980)[9]
- Krzyż Walecznych (dwukrotnie)
- Srebrny Krzyż Zasługi z Mieczami
- Srebrny Krzyż Zasługi (22 maja 1939)[10]